# Морфий (фильм)
«Мо́рфий» — российский драматический фильм режиссёра Алексея Балабанова по сценарию Сергея Бодрова-младшего, написанному по мотивам цикла Михаила Булгакова «Записки юного врача» и рассказа «Морфий».

## Сюжет
Поздняя осень 1917 года. Молодой доктор Михаил Поляков (Леонид Бичевин) получает назначение на должность земского врача в сельскую больницу. Как молодой врач, только закончивший медицинский институт, он сталкивается с трудностями начала врачебной практики. Первый же его пациент умирает от осложнения дифтерии. Боясь того, что он сам может заразиться этим заболеванием, он просит медсестру сделать ему укол сыворотки. К вечеру у него появляется жуткий зуд в месте укола. Для обезболивающего эффекта акушерка Анна (Ингеборга Дапкунайте) вводит ему морфий. Почувствовав облегчение от наркотического эффекта, доктор засыпает, но не сумев перетерпеть абстиненцию, доктор просит медсестру повторить инъекцию, а позже втайне начинает делать себе уколы сам. В то же время ему удаётся успешно провести несколько сложных медицинских операций, что приносит ему хорошую репутацию среди населения, но нервная нагрузка истощает его всё больше. От этого он всё чаще начинает употреблять наркотик.
Попутно между Анной и Поляковым вспыхивает страсть, во время которой Михаил окончательно впадает в наркотическую зависимость. Анна, желая понять причины привязанности Полякова к морфию, сама начинает принимать наркотик. Параллельно он вступает в интимную связь с молодой графиней, вдовой Екатериной Карловной Шеффер.
Однажды Михаил по срочному вызову выезжает в находящееся недалеко имение. Там он знакомится с фельдшером Горенбургом, членом РСДРП, который просит Полякова одолжить ему морфия из больничной аптеки. Вместе они едут обратно в больницу Полякова, но сбиваются с пути из-за бурана и останавливаются на ночлег в усадьбе Кузяево, где знакомятся с дворянином Василием Осиповичем Соборевским и его семьей.
Через несколько дней в этой усадьбе происходит пожар, но, несмотря на доставку пострадавших в больницу, Соборевский и его дочь погибают из-за того, что им делают инъекцию хлорида кальция, которым доктор подменял израсходованный им морфий. Поляков окончательно осознает пагубность своего наркотического пристрастия и по совету Анны уезжает в город Углич на добровольное лечение в психиатрическую больницу. Находясь там, он становится невольным свидетелем бесчинств большевиков: за окном пьяные матросы останавливают сани и избивают пассажиров. Поляков отвлекает их внимание антисемитскими выкриками из окна и, пользуясь неразберихой, бежит из больницы, попутно прихватив из больничной аптеки склянку морфия. Бродя по улицам, он встречает Анну, тоже ставшую наркоманкой, и Горенбурга, ставшего большевистским комиссаром, требующего морфия в окошке аптеки. Горенбург узнаёт Полякова и пытается его остановить, сделав несколько предупредительных выстрелов, но Михаил сам стреляет в него, убивает и убегает. Анна вытаскивает склянки с морфием из карманов убитого Горенбурга.
Поляков, мучаясь от абстинентного синдрома, заходит в собор, а затем в ближайший кинотеатр, где идёт сеанс комического немого фильма. Уколовшись последней оставшейся дозой морфия, он наслаждается наркотическим эффектом, а затем, смеясь вместе с остальными, прикладывает ствол пистолета к подбородку и выстреливает. Зрители кинотеатра не обращают внимания на выстрел и продолжают смеяться над комедией. Титр на экране синематографа «Конецъ» является также финальным титром фильма «Морфий».

## В ролях

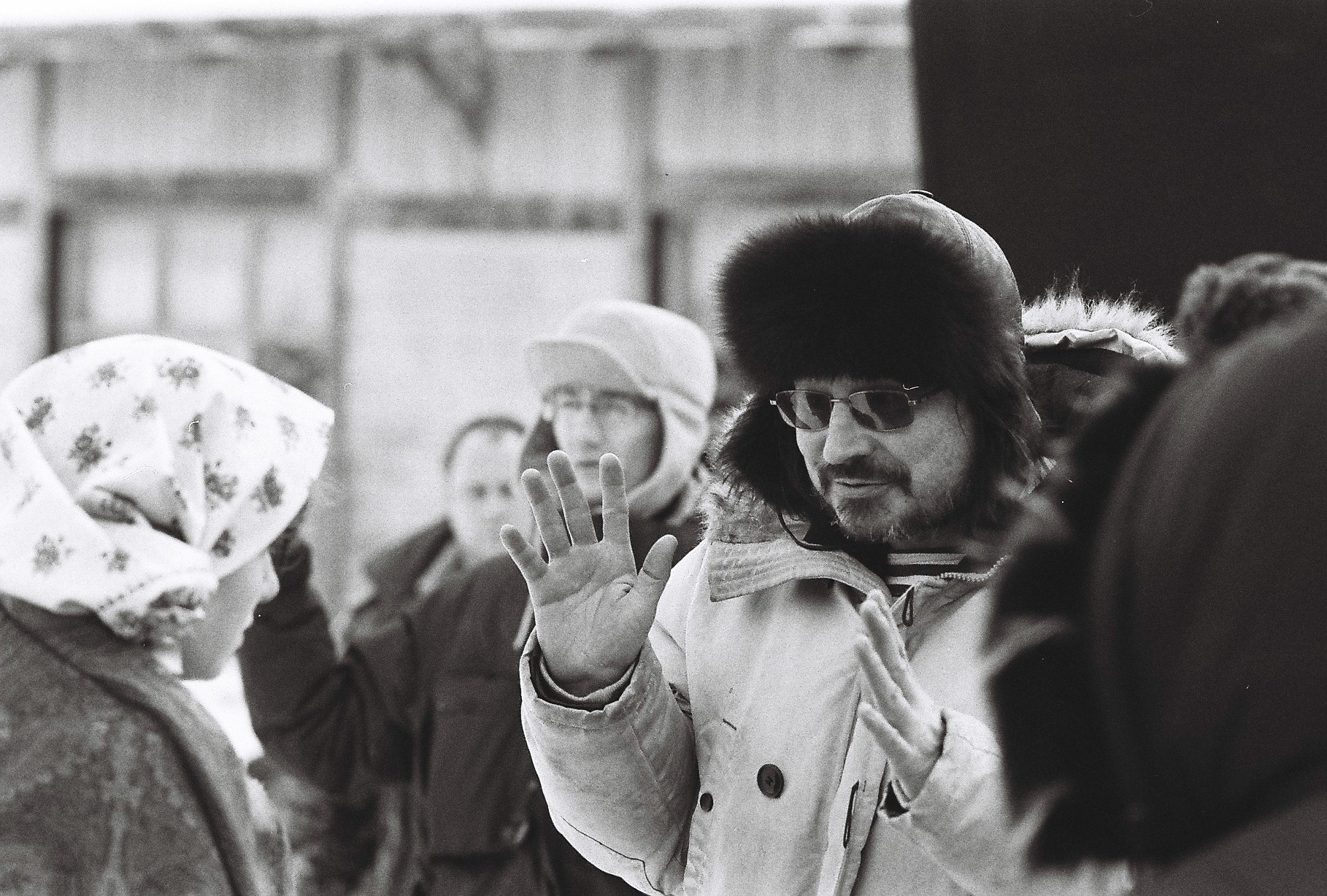
Алексей Балабанов на съёмочной площадке фильма «Морфий»

- Леонид Бичевин — Михаил Алексеевич (в оригинале — Сергей Васильевич) Поляков, земский доктор, морфинист
- Ингеборга Дапкунайте — Анна Николаевна (в оригинале — Анна Кирилловна), медсестра-акушерка
- Андрей Панин — Анатолий Лукич Демьяненко, фельдшер
- Светлана Письмиченко — Пелагея Ивановна, медсестра-акушерка
- Катарина Радивоевич — Екатерина Карловна Шеффер, графиня, вдова (озвучивает Анжелика Неволина)
- Юрий Герцман — Лев Аронович Горенбург, фельдшер симоновской больницы
- Александр Мосин — Влас, слуга, кучер
- Ирина Ракшина — Аксинья, кухарка
- Сергей Гармаш — Василий Осипович Соборевский, помещик, владелец имения Кузяево Углического уезда Ярославской губернии
- Юлия Дейнега — Татьяна Васильевна Соборевская, дочь помещика Соборевского
- Алексей Полуян — сосед по больничной палате, военный
- Алексей Истомин — Осип Васильевич Соборевский, сын помещика Соборевского
- Валерий Синельников — Владимир Андреевич Фаворский, путешественник, художник-график
- Даниил Шигапов — конторщик
- Олег Корытин — пожарный
- Валерий Зайцев — генерал
- Владимир Сапунков — мужчина в гостях у помещика Соборевского
- Александр Мосин — Влас
- Виктор Винтер — Семён, старорежимный лакей помещика Соборевского
- Агния Кузнецова — сестра милосердия
- Светлана Тучина — роженица
- Дарья Циберкина — девушка с ампутированной ногой
- Василиса Миридонова — Лидка, девочка умирающая от дифтерии

## Идея и съёмки
Сценарий фильма Сергей Бодров-младший написал по рекомендации своей жены Светланы, большой поклонницы творчества Михаила Булгакова. «Морфий» должен был стать режиссёрским дебютом Бодрова, однако он отложил работу над картиной, чтобы снять фильм «Сёстры».
Натурные съёмки фильма проходили в городах Угличе и Калязине. Роль доктора Полякова изначально должен был сыграть Сергей Бодров-младший, но он погиб в Кармадонском ущелье ещё в 2002 году.

## Саундтрек
| Исполнитель          | Песня                                 |
| -------------------- | ------------------------------------- |
| Александр Вертинский | Танго Магнолия                        |
| Александр Вертинский | Снежная колыбельная                   |
| Александр Вертинский | Кокаинетка (в обработке Юлии Дейнеги) |
| Нина Дулькевич       | Осенний сон                           |
| Сергей Кузьмин       | Погиб я мальчишкой                    |
| Наталия Тамара       | Я ехала домой                         |
| Николай Северский    | Не забуду я ночи той темной           |
| Варя Панина          | Лебединая песнь                       |
| Анастасия Вяльцева   | Тройка                                |
| Михаил Вавич         | Грусть и тоска безысходная            |